# Gustavsbergs distrikt
Gustavsbergs distrikt är ett distrikt i Värmdö kommun och Stockholms län. 
Distriktet omfattar tätorten Gustavsberg och dess omland.

## Tidigare administrativ tillhörighet
Distriktet inrättades 2016 och utgörs av Gustavsbergs socken i Värmdö kommun.
Området motsvarar den omfattning Gustavsbergs församling hade 1999/2000 och fick 1902 efter utbrytning ur Värmdö församling.